# 부안중학교 (전북)
부안중학교(扶安中學校)는 대한민국 전북특별자치도 부안군 부안읍 서외리에 있는 공립 중학교이다.

## 학교 연혁
- 1946년 11월 8일 : 부안 공립 중학교 인가
- 1951년 9월 1일 : 부안중학교로 교명 개칭
- 1985년 3월 1일 : 특수학급 인가 (현 1학급)
- 2008년 6월 21일 : 부안중학교 개축 준공식(공사면적 3,644m2)
- 2024년 2월 8일 : 제78회 졸업식 68명(총 16,004명)
- 2024년 9월 1일 : 제21대 정승일 교장 부임

## 참고 자료
- 부안중학교 - 한국교육학술정보원 학교알리미